# Camelia Voinea
Camelia Voinea (Costanza, 1º marzo 1970) è un'ex ginnasta rumena. Ha gareggiato in eventi internazionali tra il 1984 e il 1988. Nota soprattutto per i suoi potenti tumbling, per l'innovativo esercizio al corpo libero del 1986-87 che presentava elementi di breakdance. Nel 1987 ha ottenuto un dieci perfetto per l'esercizio al corpo libero durante la gara di squadra ai Campionati del Mondo.
Attualmente allena la figlia Sabrina Maneca-Voinea.

## Palmarès

### Olimpiadi
- 1 medaglia:
  - 1 argento (Seul 1988 a squadre)

### Mondiali
- 2 medaglie:
  - 1 oro (Rotterdam 1987 a squadre)
  - 1 argento (Montréal 1985 a squadre)

### Europei
- 1 medaglia:
  - 1 argento (Mosca 1987 nel corpo libero)